# Шпрингер, Алоис
Алоис Шпрингер (нем. Alois Springer; 20 декабря 1935, Гросс-Ольковиц, ныне район Зноймо, Чехия) — немецкий дирижёр и скрипач.
Родился в семье моравских немцев, с окончанием Второй мировой войны был вывезен вместе с семьёй в Германию. Здесь его заметил руководитель Фульдского камерного оркестра Хайнц фон Шуман, в 14-летнем возрасте пригласивший скрипача в свой коллектив. Затем в 1953—1956 гг. Шпрингер учился во Франкфуртской Высшей школе музыки, где в числе его учителей был Вальтер Дависсон.
В 1956—1959 гг. скрипач и ассистент дирижёра в Цюрихском камерном оркестре, затем в 1959—1962 гг. первый концертмейстер Трирской оперы — как утверждается, на этот момент самый молодой первый концертмейстер Германии. В 1963 году выиграл Безансонский международный конкурс молодых дирижёров. В 1965—1966 гг. первая скрипка и ассистент дирижёра в Симфоническом оркестре Люксембургского радио, затем в 1967—1968 гг. провёл некоторое время в США в качестве ассистента Леонарда Бернстайна в Нью-Йоркском филармоническом оркестре.
С 1968 г. на протяжении многих лет Шпрингер возглавлял в Германии оркестр Philharmonia Hungarica, во главе которого, чередуясь с Анталом Дорати, в 1970-е годы осуществил уникальный проект: полную запись всех 104 симфоний Йозефа Гайдна.